# Stanisław Zając
Stanisław Zając (pronuncia [staˈɲiswav ˈzajɔnts]; Święcany, 1º maggio 1949 – Smolensk, 10 aprile 2010) è stato un politico e avvocato polacco.

## Carriera
È stato deputato al Sejm (la camera bassa del Parlamento) dal 1991 al 1993 e di nuovo dal 1997 al 2001; il 25 settembre 2005 fu rieletto deputato per il partito Diritto e Giustizia, ottenendo 25.225 voti nel Distretto di Krosno. Alle elezioni parlamentari del 2007 non fu eletto.
Il 22 giugno 2008 vinse le elezioni suppletive per il Senato della Polonia tenutesi nella circoscrizione di Krosno, a seguito della morte del Senatore Andrzej Mazurkiewicz.
Era tra le persone che il 10 aprile 2010 si stavano recando alla commemorazione del massacro di Katyn' a bordo del Tupolev Tu-154, che trasportava il Presidente della Polonia Lech Kaczyński, insieme alla moglie Maria e altre persone, tra cui moltissimi importanti esponenti della vita politica, economica e militare polacca. L'aereo si è schiantato in fase di atterraggio presso la base aerea di Smolensk, in Russia, uccidendo tutti i 96 passeggeri.